# パルミエ

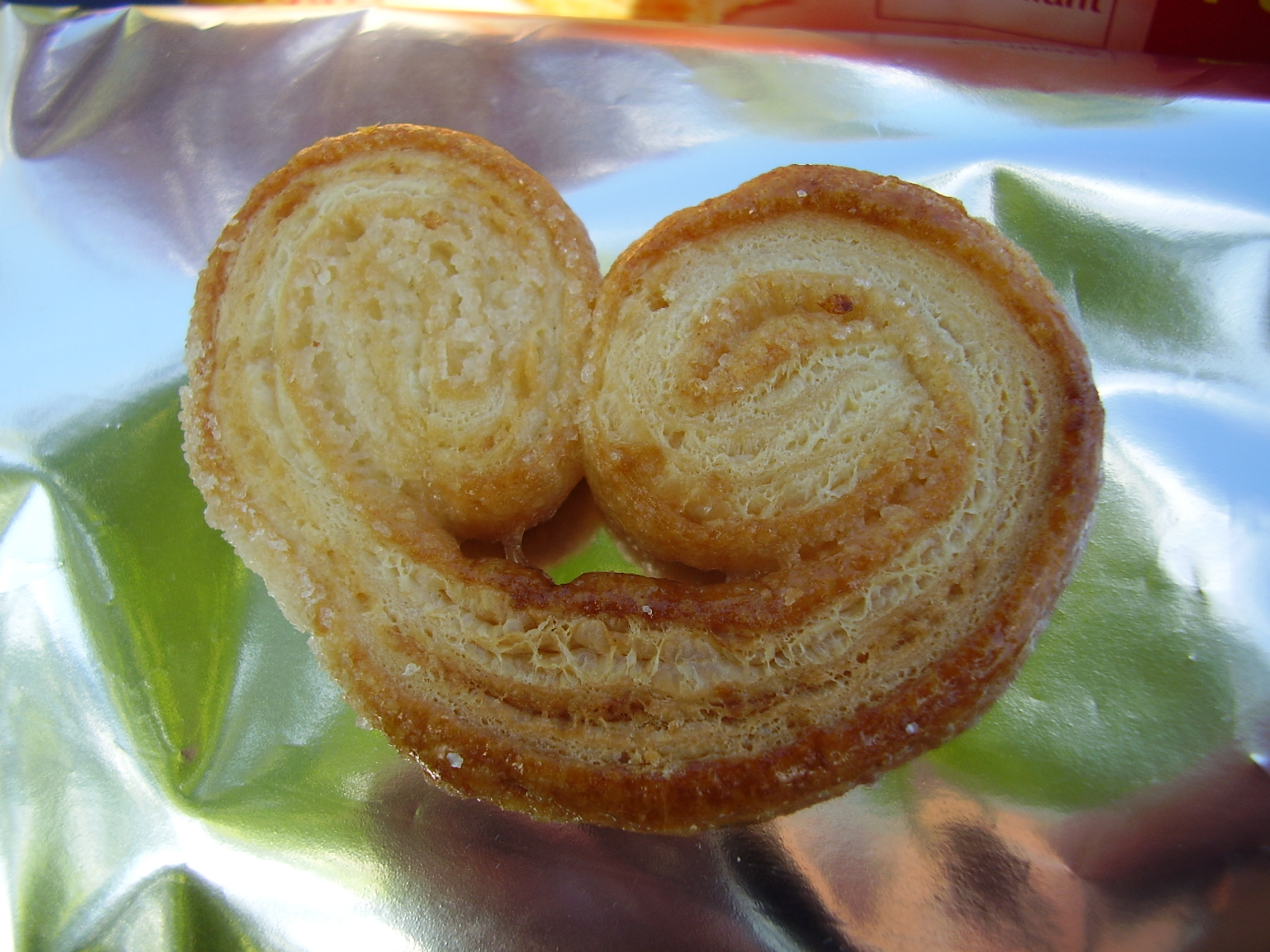
パルミエの例

パルミエ（フランス語: palmier）はフランスのハート型をしたパイ菓子。クール・ド・フランス（フランス語: Cœur de France）とも呼ばれる。
「パルミエ」は「ヤシの木（シュロ）」の意であり、ハート型の形状が葉に似ていることに由来する。「クール・ド・フランス」は「フランスのハート」の意。
1931年開催のパリ植民地博覧会がきっかけで誕生した菓子ではないかと言われている。
日本の菓子製品の源氏パイはパルミエを基にして考案されたものである。